# Eucycloptilum longipes
Eucycloptilum longipes är en insektsart som beskrevs av Lucien Chopard 1935. Eucycloptilum longipes ingår i släktet Eucycloptilum och familjen Mogoplistidae. Inga underarter finns listade i Catalogue of Life.